# Cambria (Schriftart)
Cambria ist eine Serifenschrift. Sie ist Teil der ClearType Font Collection, deren Schriften ab November 2006 mit Microsoft Windows Vista und Microsoft Office 2007 eingeführt wurden, und ist darüber hinaus seit der Version Office for Mac 2008 auch in der Ausgabe für MacOS enthalten. Die Schrift unterliegt einer proprietären Lizenz, d. h. sie darf nicht frei genutzt oder verteilt werden.
Cambria wurde von Jelle Bosma, Steve Matteson und Robin Nicholas für Microsoft entworfen und enthält neben den Zeichensätzen Latein, Latein (erweitert), Griechisch und Kyrillisch auch einen großen Satz mathematisch-naturwissenschaftlicher Zeichen.

## Verfügbarkeit
Außer in Microsoft Office ist sie neben den weiteren neuen Schriftarten Calibri, Candara, Consolas, Constantia und Corbel im PowerPoint Viewer 2007 und im Open XML File Format Converter für Mac enthalten, die Microsoft kostenlos zum Download anbietet. Die Schrift bleibt nach Deinstallation der Programme auf dem System erhalten.

## Freie Alternative: Caladea
Cambria unterliegt einer proprietären Lizenz. Ohne eine Lizenz (wird normalerweise beim Kauf eines Microsoft-Office-Paketes erworben) darf die Schrift nicht genutzt werden. Von Google gibt es für das Problem einer fehlenden Lizenz als Teil des Crosextra-Paketes die Schrift Caladea unter der offenen (kostenlosen, frei verfügbaren) Lizenz Apache 2.0. Caladea hat eine etwa 1 % größere Laufweite als Cambria, ist also typografisch nicht gleich. Praktisch sieht sie aber fast gleich aus und kann in vielen Fällen als Alternative benutzt werden. In Printmedien können sich aber Blöcke verschieben, weil durch die größere Laufweite manche Wörter nicht mehr in eine Zeile oder Seite passen, was zu einem stark veränderten Layout führen kann. Bei einfachen Dokumenten fällt das meistens nicht auf, beispielsweise sieht beim Ausdruck oder PDF-Export unter Linux ein Cambria-Dokument praktisch gleich aus wie auf dem Bildschirm bzw. unter Microsoft Word.
Caladea unterstützt aber deutlich weniger Zeichensätze – beispielsweise fehlen Kyrillisch und Griechisch – und enthält viel weniger Unicodeblöcke.